# Moschopsis monocephala
Moschopsis monocephala är en calyceraväxtart som först beskrevs av Philippi, och fick sitt nu gällande namn av Karl Friedrich Carlos Federico Reiche. Moschopsis monocephala ingår i släktet Moschopsis och familjen calyceraväxter. Inga underarter finns listade i Catalogue of Life.